# Трепалово (Вілейський район, Осиповицька сільська рада)
Трепалово (біл. вёска Црепалава) — село в складі Вілейського району Мінської області, Білорусь. Село підпорядковане Осиповицькій сільській раді, розташоване в північній частині області.